# Göran Hägglund
Bo Göran Hägglund, né le 27 janvier 1959 à Degerfors, dans le comté d'Örebro en Suède, est un homme politique suédois, dirigeant des Chrétiens-démocrates.

## Biographie
Göran Hägglund est ministre de la Santé des Affaires sociales dans le gouvernement de centre-droit conduit par Fredrik Reinfeldt, entre 2006 et 2014.